# Hole (formație)
Hole a fost o formație americană de rock alternativ înființată în 1989 în Los Angeles.

## Istorie

### 1989-1992: începutul
În 1989, Courtney Love, care-și încercase anterior norocul ca solistă a trupei Faith No More și ca membră a trupei Babes in Toyland, dădea un anunț într-un ziar local. În urma acestui anunț, ea îl va întâlni pe Eric Erlandson, cu care-și va fonda propria trupă, numită Hole, împreună cu Caroline Rue și Jill Emery.
Hole lansează, în formula anterior menționată, primul album, numit „Pretty on the Inside” în 1991. Albumul a fost produs de basista trupei Sonic Youth, Kim Gordon și de solistul Gumball, Don Flemming, iar principalul single de pe album, „Teenage Whore”, a ajuns în fruntea topurilor indie din Marea Britanie în același an.

### 1992-1995: schimbări majore

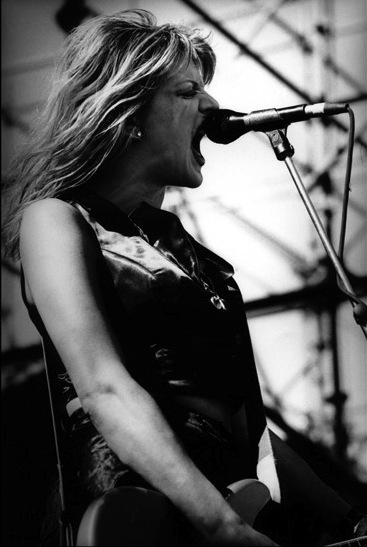
Courtney Love evoluâng cu Hole la Big Day Out, Melbourne, 22 ianuarie 1995

În 1992, Courtney Love se căsatorește cu solistul/chitaristul Nirvana, Kurt Cobain. În același an ea devine și mamă, dând naștere unei fete, Frances Bean.
Un an mai târziu, trupa ei semnează un contract cu casa de discuri Geffen. Un an mai târziu, în 1994,Hole lansează al doilea album, numit „Live Through This”, la doar o săptămână după sinuciderea lui Cobain.
2 luni mai târziu, basista trupei, Kristen Pfaff, moare în urma unei supradoze de heroină. Ea este înlocuită, ulterior, de Melissa Auf der Maur.
Principalele single-uri de pe „Live Through This”, „Miss World”, „Doll Parts” și „Violet”, au ajuns să fie difuzate pe MTV, iar albumul să fie aclamat de numeroase reviste de specialitate, care l-au inclus în lista celor mai bune albume ale anului 1994.

### 1998-succesul și aclamarea criticilor
Al treilea album, „Celebrity Skin”, a fost lansat în 1998. Majoritatea pieselor de pe album au fost scrise de Courtney, pe alocuri cu ajutorul lui Billy Corgan, solistul Smashing Pumpkins.
În același an trupa este nominalizată la Premiile Grammy, la categoriile Best Rock Album, Best Rock Song (pentru piesa „Celebrity Skin”) și Best Rock Vocal Performance by a Duo or Group.
Interesant este faptul că, deși este creditată ca membru pe coperta albumului, Patty Schemel (baterie), nu a cântat pe album, părăsind trupa ulterior din motive necunoscute. Ea este înlocuită de Samantha Maloney.

### 2000-2002 — ultimii ani ai trupei și despărțirea acesteia
Supărată de felul în care casa de discuri s-a comportat în materie de promovare a albumului, Courtney a dat în judecată casa de discuri Universal Music cu scopul de a-și încheia contractul.
În 2001, ea a încercat să lanseze o nouă trupă (Bastard); aceasta semnând un contract cu casa de discuri Epitaph. Ulterior, trupa s-a dizolvat, iar Hole, rămasă fără Melissa Auf der Maur (care a intrat în trupa Smashing Pumpkins), se destramă în 2002, Love postând un mesaj pe site-ul trupei, anunțând acest lucru.

## Membrii formației
| - Courtney Love – vocal, chitară, chitară bas (1989–2002, 2009–2012) - Eric Erlandson – chitară (1989–2002) - Mike Geisbrecht – chitară (1989) - Errol Stewart – chitară (1989) - Lisa Roberts – chitară bas, back vocal (1989–1990) - Caroline Rue – baterie, percuție (1989–1992) - Jill Emery – chitară bas (1990–1992) - Leslie Hardy – chitară bas, back vocal (1992–1993) | - Kristen Pfaff – chitară bas, back vocal, claviatură (1993–1994; decedat 1994) - Patty Schemel – baterie, percuție (1992–1998) - Melissa Auf der Maur – chitară bas, back vocal (1994–1999) - Samantha Maloney – baterie, percuție (1998–2000) - Micko Larkin – chitară (2009–2012) - Shawn Dailey – chitară bas (2009–2012) - Stu Fisher – baterie, percuție (2009–2011) - Scott Lipps – baterie, percuție (2011–2012) |

## Discografie
Albume
- Pretty on the Inside (1991)
- Live Through This (1994)
- Celebrity Skin (1998)
- Nobody's Daughter (2010)

## Premii și nominalizări
Premiile Grammy
| An   | Beneficiar       | Premiu                                        | Rezultat     |
| ---- | ---------------- | --------------------------------------------- | ------------ |
| 1999 | Celebrity Skin   | Best Rock Album                               | Nominalizare |
| 1999 | "Celebrity Skin" | Best Rock Song                                | Nominalizare |
| 1999 | "Celebrity Skin" | Best Rock Vocal Performance by a Duo or Group | Nominalizare |
| 2000 | "Malibu"         | Best Rock Vocal Performance by a Duo or Group | Nominalizare |

MTV Video Music Awards
| An   | Beneficiar   | Premiu                         | Rezultat     |
| ---- | ------------ | ------------------------------ | ------------ |
| 1995 | "Doll Parts" | Best Alternative Video         | Nominalizare |
| 1999 | "Malibu"     | Best Cinematography in a Video | Nominalizare |